# Антон Доменіко Бамберіні

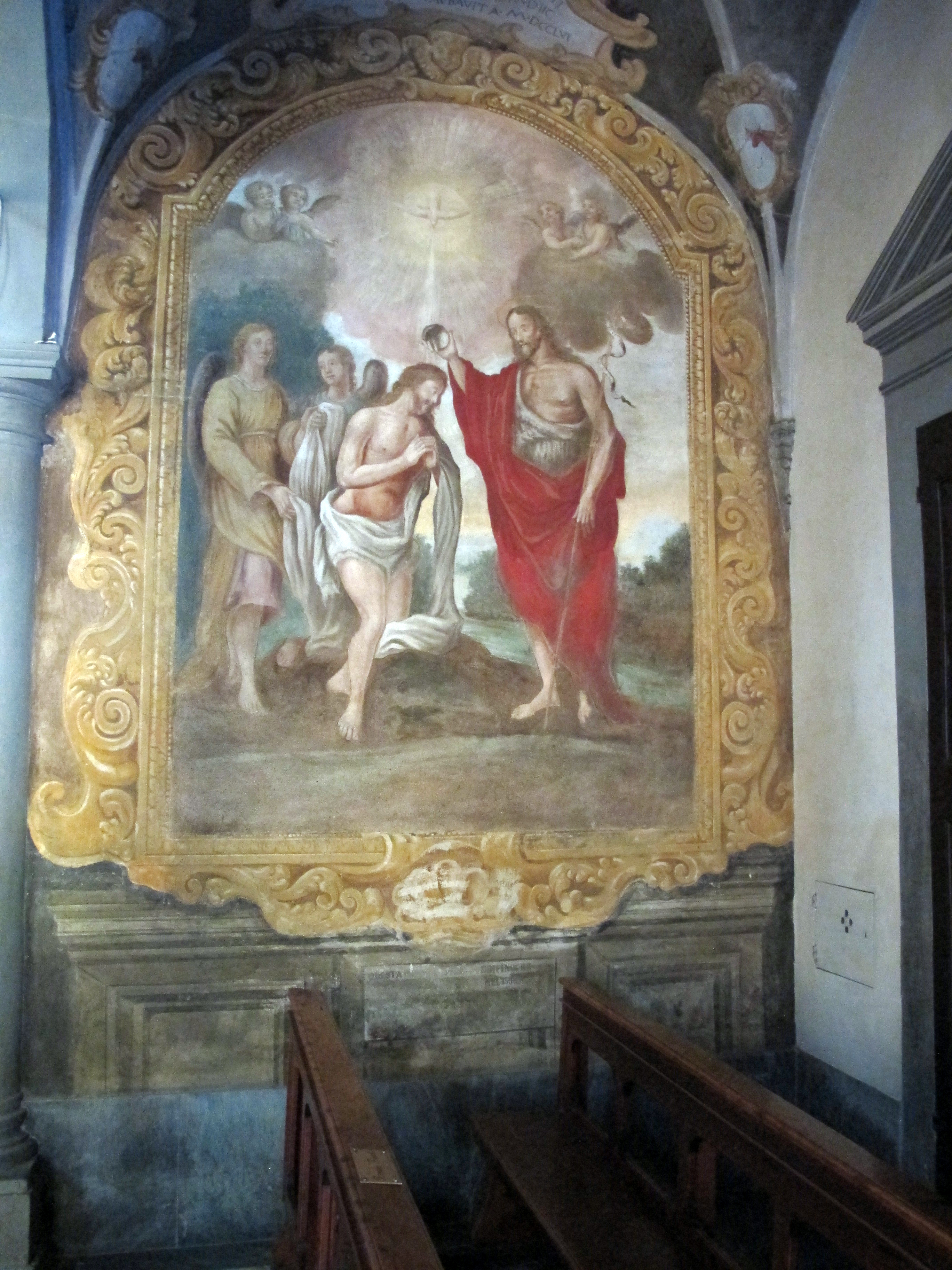
Фреска в П'єве-ді-Санта-Марія-Новела, в Марті околиці Монтополлі, Тоскана

Антон Доменіко Бамберіні (1666, Флоренція — 1741, Грамугнана, Лукка) — італійський живописець, який спеціалізувався в основному на релігійних фресках в стилі бароко.

## Біографія
Бамберіні був учнем художника Сімоне Пігноні, і більшість його робіт були написані у Флоренції і навколишніх містах. У 1710 році, він розписав купол церкви Санта-Крістіана в Санта-Кроче-сулл'Арно, де зобразив Успіння Богородиці. Під час Першої світової війни монастир був зруйнований, а фрески, що зображують події в житті святого Франциска, і які вдалося врятувати, зібрали разом.

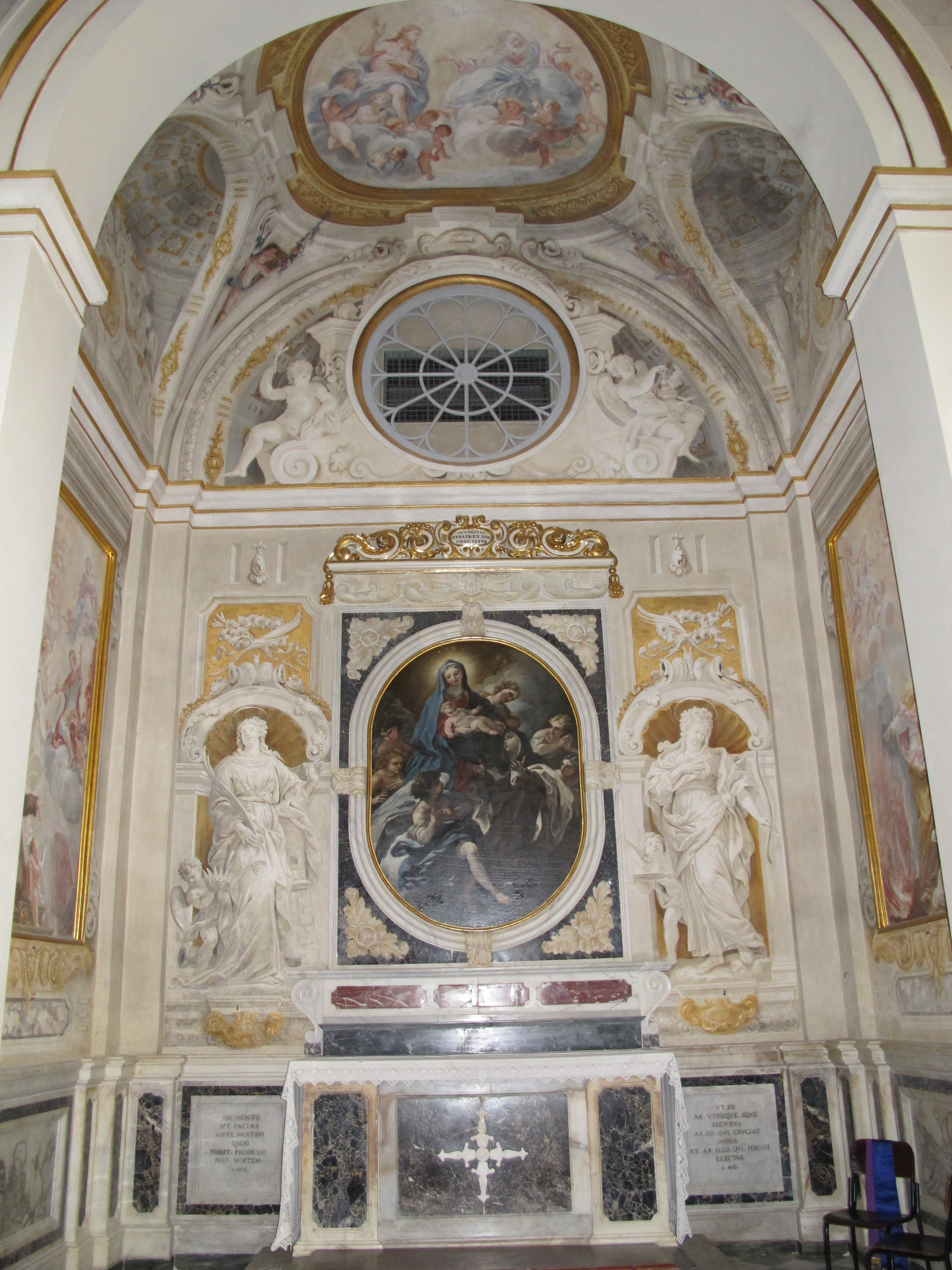
Фрески собору в Сан-Мініато

У 1734—1735 роках разом з Гаетано Кастеллані та Мауро Содеріні, він розмалював фресками стіни обителі святого Франциска в Сан-Кашіано, Валь-ді-Пеза. Фрески зображують події в житті святого Франциска. Він також допоміг прикрасити пресвітерію (1719—1720) церкви Санта-Марія-Новела в Марті.
Бамберіні допомагав прикрасити в стилі бароко багато церков у Пізі, в тому числі Ораторію в Сантісімі Крочіфісо, собор, Каплицю палацу єпископа та Домініканську церкву Святих Якова та Люсії.
Автопортрет Бамберіні є частиною італійських колекцій. Він також прикрасив фресками безліч фасадів зображенням Мадонни, Дитини та Святих у церкві Сан-Донато в муніципалітеті Териччоли. Він також намалював картину «Слава Святого Августина» для церкви Санта-Марія-делла-Неві аль Портик у Флоренції.